# 內克河
47°23′31″N 9°04′50″E / 47.39183°N 9.08068°E

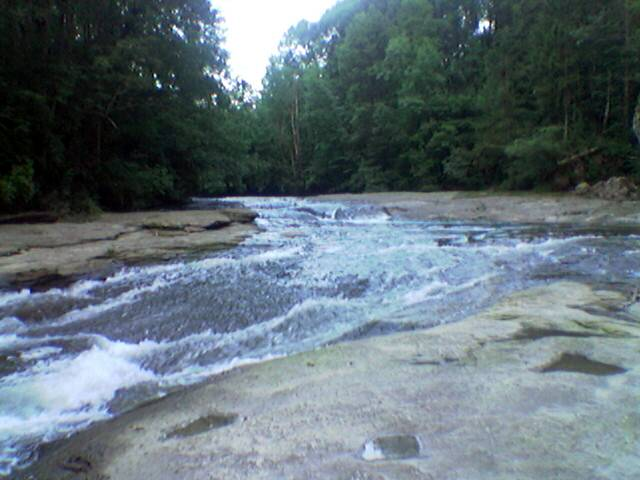

內克河是瑞士的河流，位於該國東北部，流經外羅得阿彭策爾州和聖加侖州，屬於圖爾河的右支流，河道全長32公里，流域面積125平方公里，河口處在呂蒂斯堡附近。